# Општина Дофтеана (Бакау)
Дофтеана (рум. Dofteana) општина је у Румунији у округу Бакау.
Oпштина се налази на надморској висини од 313 m.